# Perissomastix adamasta
Perissomastix adamasta är en fjärilsart som beskrevs av Edward Meyrick 1909. Perissomastix adamasta ingår i släktet Perissomastix och familjen äkta malar. Inga underarter finns listade i Catalogue of Life.